# Třída LCU 1700
Třída LCU 1700 je připravovaná třída víceúčelových vyloďovacích člunů (Landing Craft, Utility – LCU) Námořnictva Spojených států amerických. Nasazovány mohou při vyloďovacích operacích, dopravovat humanitární pomoc, nebo se podílet na pomoci při živelních pohromách. Mezi jejich úkoly patří přeprava vozidel, osob a nákladu. Budou operovat z palub amerických výsadkových lodí.
Vývoj plavidel začal roku 2018. Původně byla plánována dodávka až 31 plavidel od loděnice Swiftships, ale roku 2024 námořnictvo zakázku zrušilo a přeorientovalo se na loděnici Austal USA. V letech 2023–2024 Austal získal zakázku na pět plavidel s opcí na dalších sedm. Ve službě nahradí přesluhující třídu LCU 1610, pocházející z 50. let 20. století.

## Stavba
Kontrakt na vývoj a stavbu vyloďovacích plavidel LCU 1700 získala v březnu 2018 menší americká loděnice Swiftships. V případě uplatnění celé opce mělo být do roku 2027 postaveno až 31 plavidel. Nejprve byl objednán prototyp 1700. V únoru 2019 Swiftships získal zakázku na stavbu dvou plavidel s trupovými čísly 1701 a 1702. Postaveny měly být do května 2021 v Morgan City ve státě Louisiana. V dubnu 2020 byl kontrakt upraven objednávkou dalších čtyř plavidel (1703 až 1706). Celkem tedy bylo u Swiftships objednáno sedm plavidel. Mezi společností Swiftships a námořnictvem však při realizaci programu docházelo ke sporům. Například se dlouho nemohly shodnout na konečném návrhu, společnost kritizovala opožděné platby a naopak námořnictvo pomalou stavbu plavidel. V lednu 2024 proto námořnictvo společnosti Swiftships nařídilo zastavení stavby plavidel třídy LCU 1700 a v únoru 2024 společnosti formálně oznámilo své rozhodnutí ukončit smlouvu. Loděnice proto propustila část pracovníků a zvažovala právní kroky.
V září 2023 americké námořnictvo zapojilo do stavebního programu druhou loděnici. Loděnice Austal USA v Mobile ve státě Alabama získala zakázku nastavbu tří víceúčelových výsadkových lodí LCU 1700 s opcí na dalších devět. Hodnota kontraktu dosáhne 379,7 milionu dolarů v případě stavby všech dvanácti jednotek. Kontrakt byl zadán bez opakování soutěže. Společnost Austal se do té doby zabývala stavbou plavidel ze slitin hliníků, ale zrovna připravovala nové prostory ke stavbě ocelových plavidel, vhodné právě pro výrobu této třídy. V dubnu 2024 loděnice Austal zahájila stavbu prvního plavidla. V srpnu 2024 byla zakázka pro Austal navýšena o další dvě jednotky, na celkových pět.
V dubnu 2025 proběhlo slavnostní první řezání oceli na prototypovou jednotku LCU 1712.
Jednotky třídy LCU 1700:
| Jméno    | Zahájení stavby | Spuštěna | Vstup do služby | Status    |
| -------- | --------------- | -------- | --------------- | --------- |
| LCU 1712 |                 |          |                 | ve stavbě |
|          |                 |          |                 | objednána |
|          |                 |          |                 | objednána |
|          |                 |          |                 | objednána |
|          |                 |          |                 | objednána |

## Konstrukce
Plavidla mají ocelový trup koncepce roll-on/roll-off. Jsou vybaveny příďovou a záďovou nákladovou rampou. Unesou až 170 tun nákladu (například dva tanky M1 Abrams, nebo 350 vojáků). Pohonný systém tvoří dva diesely CAT C18, pohánějící dva lodní šrouby. Nejvyšší rychlost dosahuje jedenáct uzlů. Dosah je 1200 námořních mil při rychlosti osm uzlů.